# 張鵬翀 (天啓進士)
張鵬翀（？—1639年），字凌虚，號襟溟，直隶保定府祁州束鹿县人。明朝政治人物。

## 生平
天啓元年（1612年）辛酉，左光斗督学直隶，拔选为举人，明年（1622年）成壬戌科進士，与黄道周、倪元璐同出于左谕德韩日缵门下，三人相友善。授河南确山县知县，县冲疲役，有马户夫头，值者家立破产。鹏翀用额设工食募应，不以病里甲，民德之。确山南至信阳有百八十里，中途无税驾所，鹏翀自明港驿设皇华，行者称便。又蠲俸粥荒，活周泽等千余家。时魏忠贤柄政，以龃龉中乙丑计典，降为应天府学博士。转国子监学正，七年升户部主事，以丁忧去职。服阕，起补原职，司天津、辽东及中原练饷，秩满，户部尚书毕自严愛其才，复任之。再岁晋寇南向入怀庆、卫辉，神州孔棘，尚书侯恂举荐为河南睢陈兵备道副使，募兵六千人，自倾家产俸金养军，时为崇祯六年（1633年）癸酉，自是日起，领军剿寇。七年八月，三十万大小七十二营贼寇进入睢陈抄掠，蔡沟有郑贵北二毛，平头垜有郭三海，西平有侯鹭鹚，啸聚数万，鹏翀擐介胄，叠战擒之，当提兵下西平，军饥浃旬不食，啜野菜以饱，有觅得面饼进者，鹏翀却之曰：忍民兵枵，独果腹乎？由是三军感激泣下，争用命，诸贼悉平。九年正月，贼犯永城，鹏翀与副将祖大乐御之，鏖战至辰至西，斩贼渠混天王，隔旬再至再破之，贼精锐几尽，余众奔宿州。鹏翀有红旗军千人，皆选锐，贼望旗惊窜，曰：张长头兵来矣！谓其好赴鬭也。越三年，不敢犯其境。鹏翀兼摄臬守学驿，绾五篆，历六载不迁，后升山西口北道右参政。鹏翀官睢陈，心力俱困，不时呕血，移节赴口北，道卒于封丘之邮署。

## 家族
先世长垣人，明永乐时迁束鹿之月营村，世以殖学隐德甲乡里。父张歆生子六人，倾家产延请名儒教育，皆鹊起胶庠中，鹏翀居季，更是矫矫。